# Granatnik FM
FM – argentyński, jednostrzałowy granatnik o konstrukcji wzorowanej na M79.
Nazwa granatnika pochodzi od pierwszych liter nazwy firmy. Wyposażony w kolbę drewnianą. Do ładowania „łamany” jak dubeltówka i wyposażony jest w bezpiecznik od przypadkowych wystrzałów. 